# Nombres de los ciclones tropicales

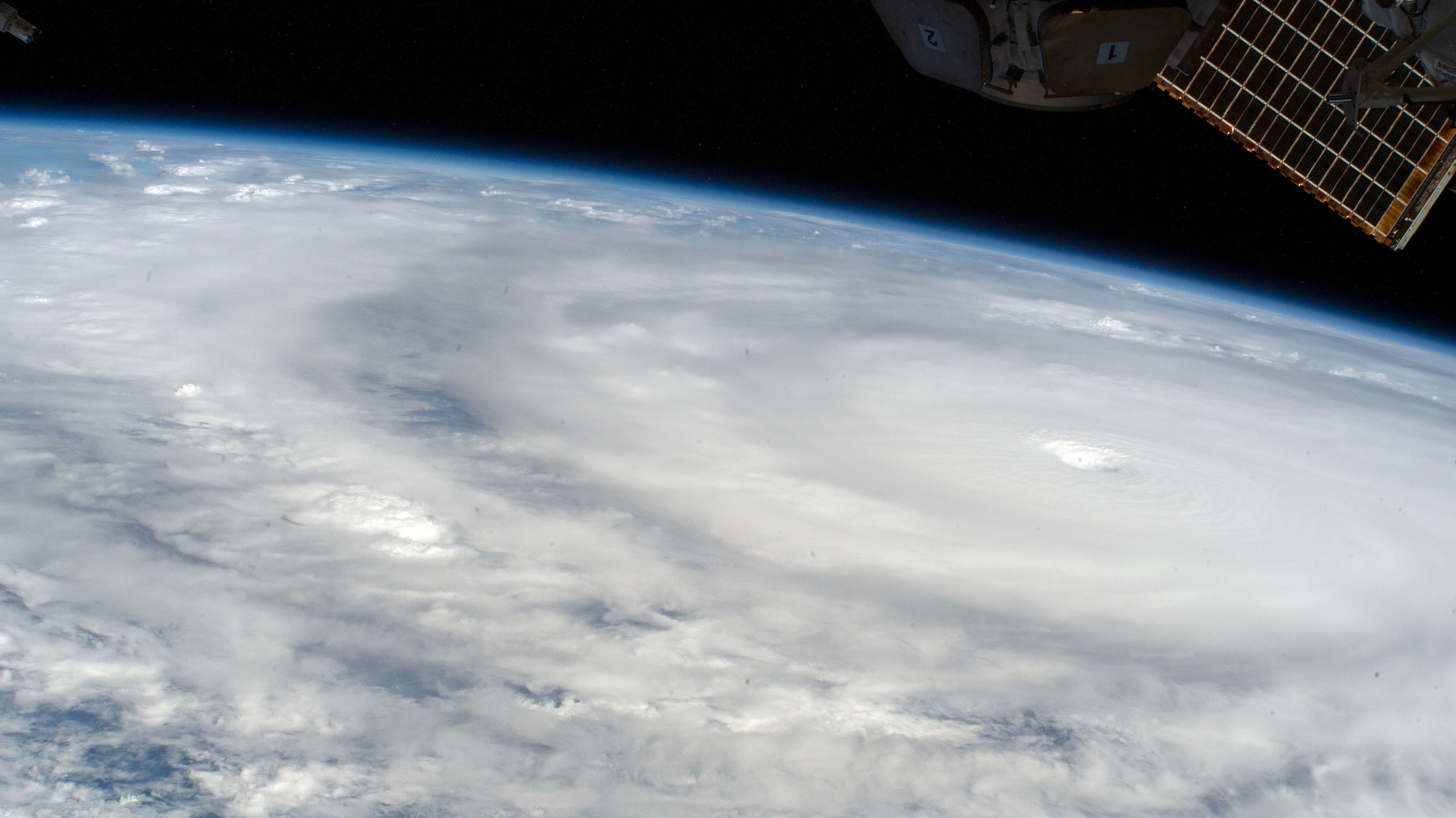
Una imagen del tifón Mawar capturada por un miembro de la tripulación a bordo de la Estación Espacial Internacional durante su 69.ª expedición el 23 de mayo de 2023. Cuando se capturó esta imagen, Mawar estaba en su máxima intensidad inicial acercándose a Guam.

Los ciclones tropicales y los ciclones subtropicales son nombrados por varios centros de advertencia para facilitar la comunicación entre los pronosticadores y el público en general con respecto a pronósticos, relojes y advertencias. Los nombres están destinados a reducir la confusión en caso de tormentas concurrentes en la misma cuenca. En general, una vez que las tormentas producen velocidades de viento sostenidas de más de 33 nudos (61 km/h; 38 mph), los nombres se asignan en orden de listas predeterminadas dependiendo de la cuenca donde se originan. Sin embargo, los estándares varían de una cuenca a otra: algunas depresiones tropicales se nombran en el Pacífico occidental, mientras que los ciclones tropicales deben tener una cantidad significativa de vientos huracanados alrededor del centro antes de ser nombrados en el hemisferio sur.
Antes del inicio formal de la denominación, los ciclones tropicales fueron nombrados por lugares, objetos o días de fiesta de los santos en los que ocurrieron. El crédito por el primer uso de nombres personales para sistemas meteorológicos generalmente se otorga al meteorólogo del gobierno de Queensland, Clement Wragge, quien nombró sistemas entre 1887 y 1907. Este sistema de nombres de sistemas climáticos cayó en desuso durante varios años después de que Wragge se retiró, y fue revivido en la última parte de la Segunda Guerra Mundial para el Pacífico occidental. Posteriormente, se introdujeron y desarrollaron esquemas de nombres formales y listas de nombres para las cuencas del Pacífico Oriental, Central, Occidental y Meridional, así como para la región de Australia, el Océano Atlántico y el Océano Índico.

## Historia
| Instituciones de nombres de ciclones tropicales | Instituciones de nombres de ciclones tropicales | Instituciones de nombres de ciclones tropicales                                                         | Instituciones de nombres de ciclones tropicales |
| Cuenca                                          | Institución | Área de responsabilidad                                                                                 |                                                 |
| ----------------------------------------------- | --- | --- | ----------------------------------------------- |
| Hemisferio norte                                | | |                                                 |
| Atlántico Norte Pacífico Oriental               | Centro Nacional de Huracanes de los Estados Unidos | Ecuador hacia el norte, costas atlánticas europeas y africanas - 140°O                                  | [ 1 ]                                           |
| Pacífico Central                                | Centro de Huracanes del Pacífico Central de los Estados Unidos                                                                                        | Ecuador hacia el norte, 140°W - 180°                                                                    | [ 1 ]                                           |
| Pacífico Occidental                             | Agencia Meteorológica de Japón PAGASA (No-oficial) | Ecuador – 60°N, 180 – 100°E 5°N – 21°N, 115°E – 135°E                                                   | [ 2 ] [ 3 ]                                     |
| Océano Índico Norte                             | Departamento Meteorológico de India | Ecuador hacia el norte, 100°E – 45°E                                                                    | [ 4 ]                                           |
| Hemisferio sur                                  | | |                                                 |
| Océano Índico Sur-Oeste                         | Servicios Meteorológicos de Mauricio Météo Madagascar Météo France Reunion                                                                            | Ecuador – 40°S, 55°E – 90°E Ecuador – 40°S, Costa africana – 55°E Ecuador – 40°S, Costa africana – 90°E | [ 5 ]                                           |
| Región australiana                              | Agencia Indonesia de Meteorología, Climatología y Geofísica Servicio Meteorológico Nacional de Papúa Nueva Guinea Oficina Australiana de Meteorología | Ecuador – 10°S, 90°E – 141°E Ecuador – 10°S, 141°E – 160°E 10°S – 36°S, 90°E – 160°E                    |                                                 |
| Pacífico Sur                                    | Servicio Meteorológico de Fiyi Servicio Meteorológico de Nueva Zelanda                                                                                | Ecuador – 25°S, 160°E – 120°W 25°S – 40°S, 160°E – 120°W                                                |                                                 |
| Atlántico Sur                                   | Centro Hidrográfico de la Armada Brasileña (No-oficial)                                                                                               | Ecuador – 35°S, Costas brasileñas – 20°W                                                                | [ 6 ]                                           |

Antes del inicio formal de la denominación, los ciclones tropicales a menudo llevaban nombres de lugares, objetos o días de fiesta de los santos en los que ocurrían. El crédito por el primer uso de nombres personales para sistemas meteorológicos generalmente se otorga al meteorólogo del gobierno de Queensland, Clement Wragge, quien nombró sistemas entre 1887 y 1907. Este sistema de nombres de sistemas meteorológicos cayó en desuso durante varios años después de que Wragge se retiró hasta que fue revivido en la última parte de la Segunda Guerra Mundial para el Pacífico occidental. Posteriormente se han introducido esquemas formales de denominación para las cuencas del Atlántico Norte, Este, Centro, Oeste y Pacífico Sur, así como para la región de Australia y el Océano Índico.
En la actualidad, los ciclones tropicales son nombrados oficialmente por uno de los once centros de alerta y conservan sus nombres durante toda su vida para facilitar la comunicación efectiva de pronósticos y riesgos relacionados con tormentas al público en general. Esto es especialmente importante cuando se producen tormentas múltiples simultáneamente en la misma cuenca oceánica. Los nombres generalmente se asignan en orden de listas predeterminadas, una vez que producen velocidades de viento sostenidas de uno, tres o diez minutos de más de 65 km/h (40 mph). Sin embargo, los estándares varían de una cuenca a otra, con algunos sistemas nombrados en el Pacífico occidental cuando se convierten en depresiones tropicales o entran en el área de responsabilidad de PAGASA. Dentro del hemisferio sur, los sistemas deben caracterizarse por una cantidad significativa de vientos huracanados que ocurren alrededor del centro antes de que se nombren.
Cualquier miembro de los comités de huracanes, tifones y ciclones tropicales de la Organización Meteorológica Mundial puede solicitar que el nombre de un ciclón tropical sea retirado o retirado de las diversas listas de nombres de ciclones tropicales. Un nombre se retira o se retira si un consenso o la mayoría de los miembros están de acuerdo en que el sistema ha adquirido una notoriedad especial, como causar una gran cantidad de muertes y cantidades de daño, impacto o por otras razones especiales. Luego se envía un nombre de reemplazo al comité en cuestión y se vota, pero estos nombres pueden ser rechazados y reemplazados por otro nombre por varias razones: estas razones incluyen la ortografía y la pronunciación del nombre, la similitud con el nombre de un ciclón tropical reciente o en otra lista de nombres, y la longitud del nombre para los canales de comunicación modernos como las redes sociales. PAGASA también retira los nombres de ciclones tropicales significativos cuando han causado al menos $1 mil millones en daños o han causado al menos 300 muertes.

## Océano Atlántico Norte

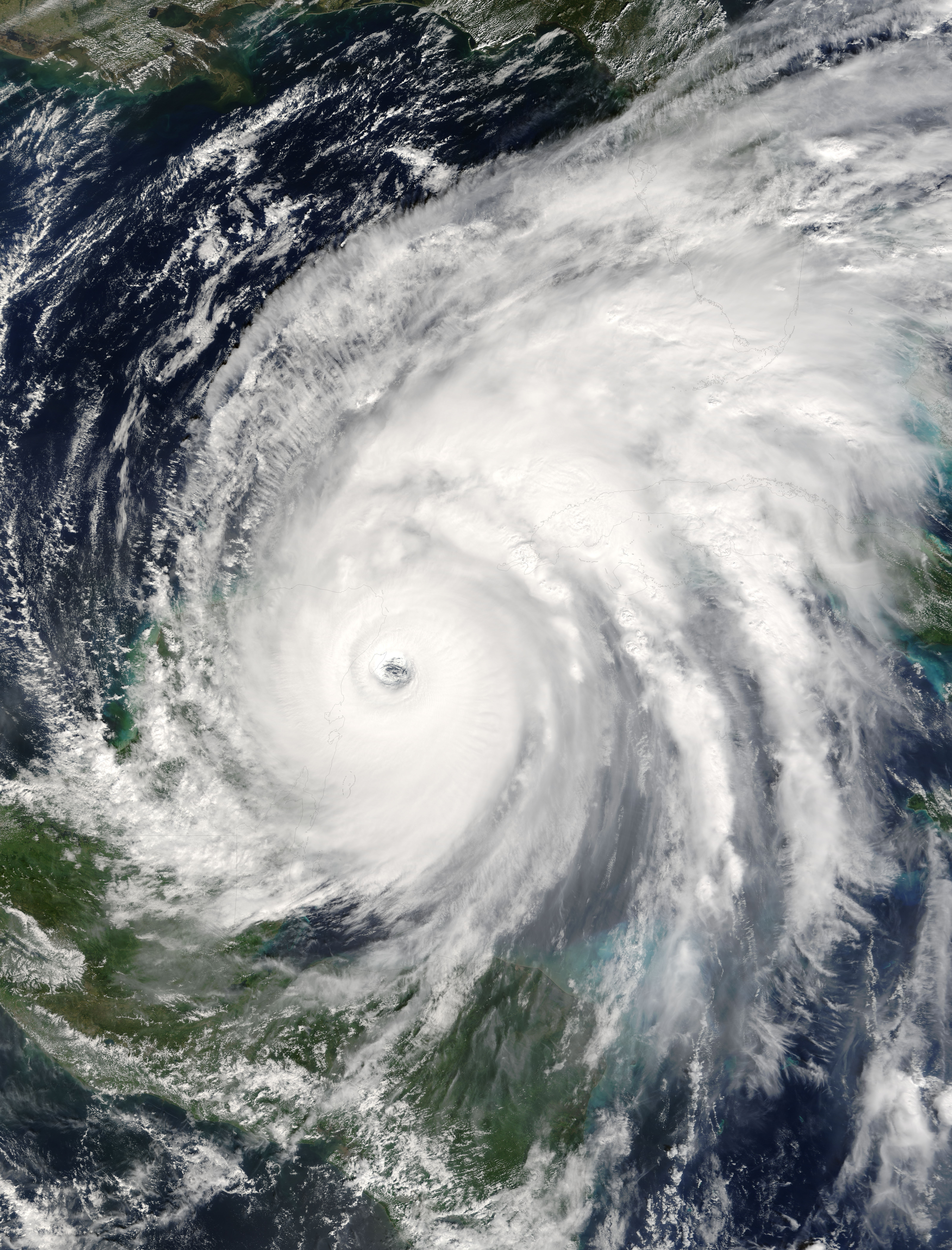
Huracán Wilma el más intenso registrado en el Océano Atlántico Norte

Dentro del Océano Atlántico Norte, los ciclones tropicales o subtropicales son nombrados por el Centro Nacional de Huracanes (NHC/RSMC Miami) cuando se considera que se han intensificado en una tormenta tropical con vientos de al menos 34 kn (39 mph; 63 km/h). Hay seis listas de nombres que rotan cada seis años y comienzan con las primeras letras A—W utilizadas, omitiendo Q y U, y alternando entre nombres masculinos y femeninos. Los nombres de ciclones tropicales significativos se retiran de las listas, con un nombre de reemplazo seleccionado en la próxima reunión del Comité de Huracanes de la Organización Meteorológica Mundial (OMM). Si se utilizan todos los nombres en una lista para una temporada, cualquier tormenta tropical adicional se nombra con la lista auxiliar.
| 2025              | 2025    | 2025    | 2025      | 2025     | 2025     | 2025     | 2025      | 2025     | 2025     | 2025      | 2025   |
| ----------------- | ------- | ------- | --------- | -------- | -------- | -------- | --------- | -------- | -------- | --------- | ------ |
| Nombres           | Andrea  | Barry   | Chantal   | Dexter   | Erin     | Fernand  | Gabrielle | Humberto | Imelda   | Jerry     | Karen  |
| Nombres           | Lorenzo | Melissa | Nestor    | Olga     | Pablo    | Rebekah  | Sebastien | Tanya    | Van      | Wendy     |        |
| 2026              |         |         |           |          |          |          |           |          |          |           |        |
| Nombres           | Arthur  | Bertha  | Cristobal | Dolly    | Edouard  | Fay      | Gonzalo   | Hanna    | Isaias   | Josephine | Kyle   |
| Nombres           | Leah    | Marco   | Nana      | Omar     | Paulette | Rene     | Sally     | Teddy    | Vicky    | Wilfred   |        |
| 2027              |         |         |           |          |          |          |           |          |          |           |        |
| Nombres           | Ana     | Bill    | Claudette | Danny    | Elsa     | Fred     | Grace     | Henri    | Imani    | Julian    | Kate   |
| Nombres           | Larry   | Mindy   | Nicholas  | Odette   | Peter    | Rose     | Sam       | Teresa   | Victor   | Wanda     |        |
| 2028              |         |         |           |          |          |          |           |          |          |           |        |
| Nombres           | Alex    | Bonnie  | Colin     | Danielle | Earl     | Farrah   | Gaston    | Hermine  | Idris    | Julia     | Karl   |
| Nombres           | Lisa    | Martin  | Nicole    | Owen     | Paula    | Richard  | Shary     | Tobias   | Virginie | Walter    |        |
| 2029              |         |         |           |          |          |          |           |          |          |           |        |
| Nombres           | Arlene  | Bret    | Cindy     | Don      | Emily    | Franklin | Gert      | Harold   | Idalia   | Jose      | Katia  |
| Nombres           | Lee     | Margot  | Nigel     | Ophelia  | Philippe | Rina     | Sean      | Tammy    | Vince    | Whitney   |        |
| 2030              |         |         |           |          |          |          |           |          |          |           |        |
| Nombres           | Alberto | Brianna | Chris     | Debby    | Ernesto  | Francine | Gordon    | Holly    | Isaac    | Joyce     | Kirk   |
| Nombres           | Leslie  | Miguel  | Nadine    | Oscar    | Patty    | Rafael   | Sara      | Tony     | Valerie  | William   |        |
| Lista de auxiliar |         |         |           |          |          |          |           |          |          |           |        |
| Nombres           | Adria   | Braylen | Caridad   | Deshawn  | Emery    | Foster   | Gemma     | Heath    | Isla     | Jacobus   | Kenzie |
| Nombres           | Lucio   | Makayla | Nolan     | Orlanda  | Pax      | Ronin    | Sophie    | Tayshaun | Viviana  | Will      |        |
| Referencias:      |         |         |           |          |          |          |           |          |          |           |        |

## Océano Pacífico Oriental

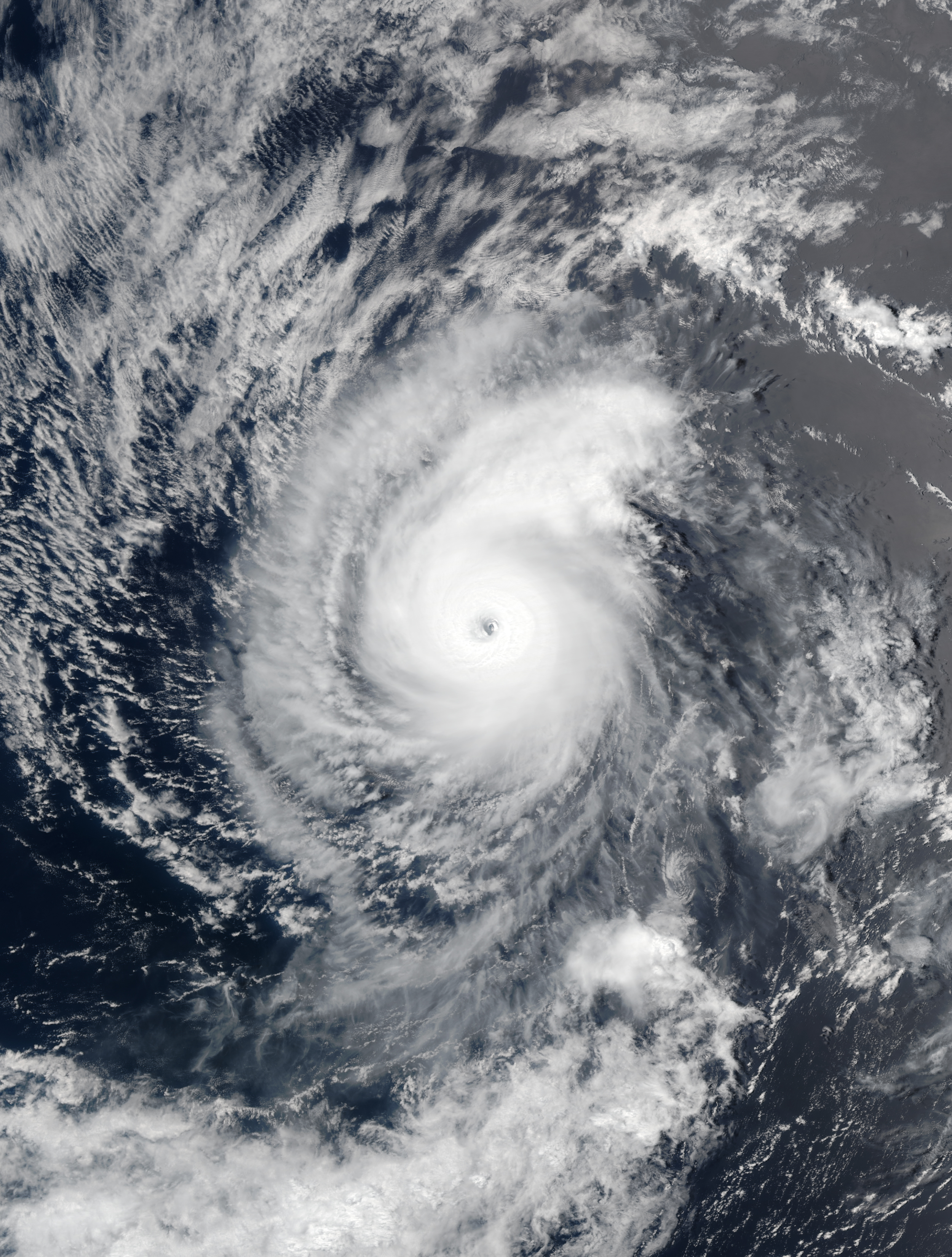
Huracán Felicia ciclón tropical más intenso de la temporada de 2021

Dentro del Océano Pacífico oriental, hay dos centros de advertencia que asignan nombres a los ciclones tropicales en nombre de la Organización Meteorológica Mundial cuando se considera que se han intensificado en una tormenta tropical con vientos de al menos 34 kn (39 mph; 63 km/h). Los ciclones tropicales que se intensifican en tormentas tropicales entre la costa de las Américas y 140°W son nombrados por el Centro Nacional de Huracanes (NHC / RSMC Miami), mientras que los ciclones tropicales que se intensifican en tormentas tropicales entre 140°W y 180° son nombrados por el Centro de Huracanes del Pacífico Central (CPHC/RSMC Honolulu). Los ciclones tropicales importantes tienen sus nombres retirados de las listas y un nombre de reemplazo seleccionado en el próximo Comité de Huracanes de la Organización Meteorológica Mundial.
El esquema actual de nombres comenzó con la temporada de 1978, un año antes de la cuenca del Atlántico (y que utilizaba de forma anómala la lista que se usará a continuación en 2018, en lugar de la de 2020). Al igual que con la cuenca del Atlántico, usa nombres alternativos de mujeres y hombres, y también incluye algunos nombres españoles y algunos franceses. Antes de eso, solo se usaban los nombres de las mujeres. Debido a que los huracanes del Pacífico Oriental amenazan principalmente al oeste de México y América Central, las listas contienen más nombres en español que las listas del Atlántico.

### Pacífico Nororiental (Límite 140°W)
Cuando una depresión tropical se intensifica en una tormenta tropical al norte del ecuador entre la costa de las Américas y 140°W, será nombrada por el Centro Nacional de Huracanes. Hay seis listas de nombres que rotan cada seis años y comienzan con las letras A a Z, omitiendo Q y U, y cada nombre alterna entre un nombre masculino o femenino. Los nombres de ciclones tropicales significativos se retiran de las listas, con un nombre de reemplazo seleccionado en el próximo Comité de Huracanes de la Organización Meteorológica Mundial. Si se utilizan todos los nombres en una lista para una temporada, cualquier tormenta tropical adicional se nombra con la lista auxiliar.
| 2023              | 2023     | 2023    | 2023     | 2023      | 2023    | 2023     | 2023      | 2023      | 2023     | 2023     | 2023    | 2023   |
| ----------------- | -------- | ------- | -------- | --------- | ------- | -------- | --------- | --------- | -------- | -------- | ------- | ------ |
| Nombres           | Adrián   | Beatriz | Calvin   | Dora      | Eugene  | Fernanda | Greg      | Hilary    | Irwin    | Jova     | Kenneth | Lidia  |
| Nombres           | Max      | Norma   | Otis     | Pilar     | Ramón   | Selma    | Todd      | Verónica  | Wiley    | Xina     | York    | Zelda  |
| 2024              |          |         |          |           |         |          |           |           |          |          |         |        |
| Nombres           | Aletta   | Bud     | Carlotta | Daniel    | Emilia  | Fabio    | Gilma     | Héctor    | Ileana   | John     | Kristy  | Lane   |
| Nombres           | Miriam   | Norman  | Olivia   | Paul      | Rosa    | Sergio   | Tara      | Vicente   | Willa    | Xavier   | Yolanda | Zeke   |
| 2025              |          |         |          |           |         |          |           |           |          |          |         |        |
| Nombres           | Alvin    | Bárbara | Cosme    | Dalila    | Erick   | Flossie  | Gil       | Henriette | Ivo      | Juliette | Kiko    | Lorena |
| Nombres           | Mario    | Narda   | Octave   | Priscilla | Raymond | Sonia    | Tico      | Velma     | Wallis   | Xina     | York    | Zelda  |
| 2026              |          |         |          |           |         |          |           |           |          |          |         |        |
| Nombres           | Amanda   | Boris   | Cristina | Douglas   | Elida   | Fausto   | Genevieve | Hernan    | Iselle   | Julio    | Karina  | Lowell |
| Nombres           | Marie    | Norbert | Odalys   | Polo      | Rachel  | Simón    | Trudy     | Vance     | Winnie   | Xavier   | Yolanda | Zeke   |
| 2027              |          |         |          |           |         |          |           |           |          |          |         |        |
| Nombres           | Andrés   | Blanca  | Carlos   | Dolores   | Enrique | Felicia  | Guillermo | Hilda     | Ignacio  | Jimena   | Kevin   | Linda  |
| Nombres           | Marty    | Nora    | Olaf     | Pamela    | Rick    | Sandra   | Terry     | Vivian    | Waldo    | Xina     | York    | Zelda  |
| 2028              |          |         |          |           |         |          |           |           |          |          |         |        |
| Nombres           | Agatha   | Blas    | Celia    | Darby     | Estelle | Frank    | Georgette | Howard    | Ivette   | Javier   | Kay     | Lester |
| Nombres           | Madeline | Newton  | Orlene   | Paine     | Roslyn  | Seymour  | Tina      | Virgil    | Winifred | Xavier   | Yolanda | Zeke   |
| Lista de auxiliar |          |         |          |           |         |          |           |           |          |          |         |        |
| Nombres           | Aidan    | Bruna   | Carmelo  | Daniella  | Esteban | Flor     | Gerardo   | Hedda     | Izzy     | Jacinta  | Kenito  | Luna   |
| Nombres           | Marino   | Nancy   | Ovidio   | Pia       | Rey     | Skylar   | Teo       | Violeta   | Wilfredo | Xinia    | Yariel  | Zoe    |
| Referencias:      |          |         |          |           |         |          |           |           |          |          |         |        |

### Pacífico Central (De 140°W a 180°)

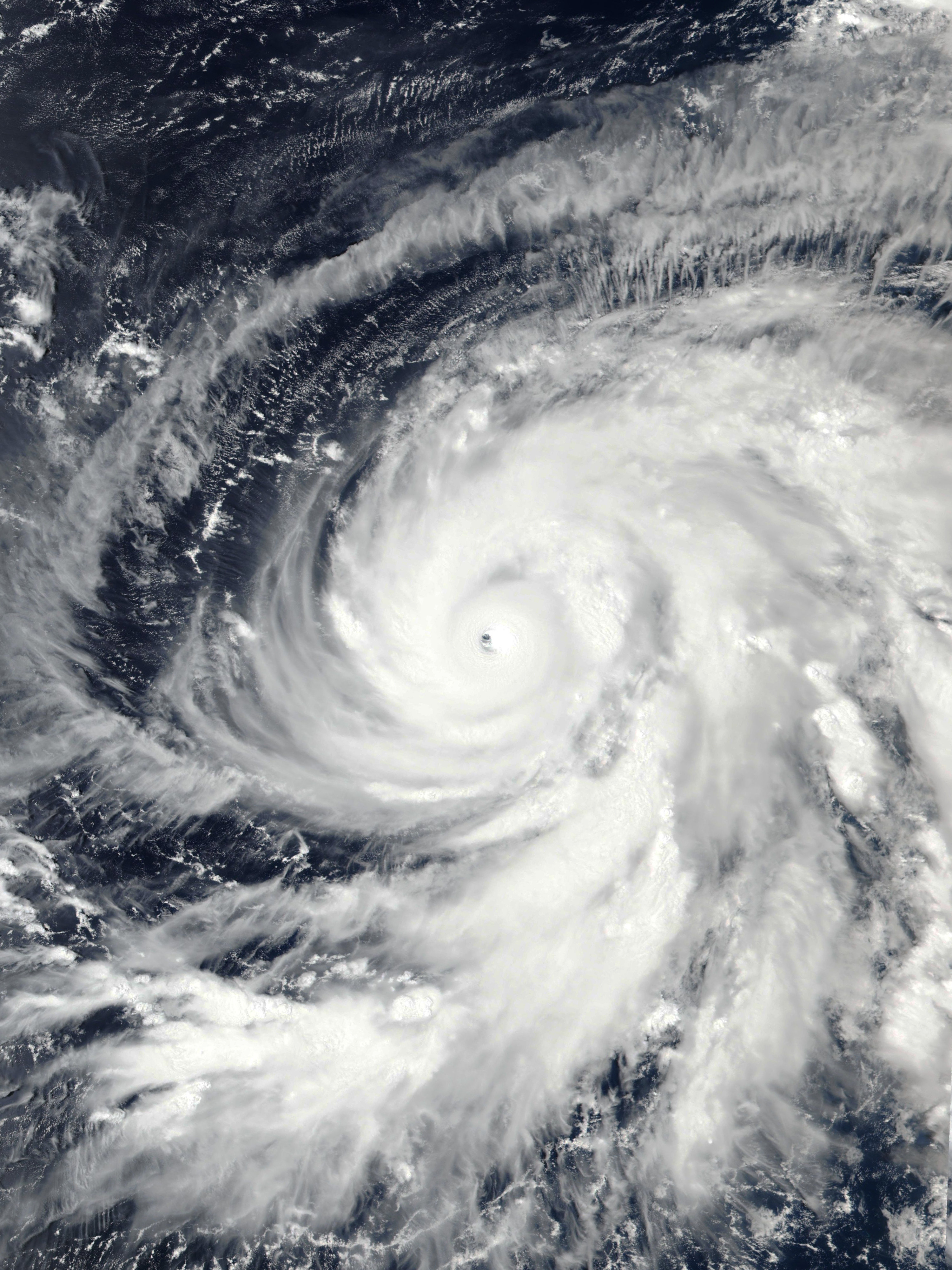
Huracán Walaka en octubre de 2018, a una intensidad máxima al sur de Atolón Johnston.

Cuando una depresión tropical se intensifica en una tormenta tropical al norte del Ecuador entre 140°W y 180°, es nombrada por la CPHC. El Comité de Huracanes de la Organización Meteorológica Mundial (OMM) mantiene cuatro listas de nombres Hawaiano, girando sin tener en cuenta el año, con el nombre de año nuevo siendo el siguiente en secuencia que no se usó el año anterior. Los ciclones tropicales importantes tienen sus nombres de lista, y un nombre del reemplazo fue seleccionado en la reunión siguiente del comité del huracán.
| Listas       | Nombres | Nombres | Nombres | Nombres | Nombres | Nombres | Nombres | Nombres | Nombres | Nombres | Nombres | Nombres |
| ------------ | ------- | ------- | ------- | ------- | ------- | ------- | ------- | ------- | ------- | ------- | ------- | ------- |
| 1            | Akoni   | Ema     | Hone    | Iona    | Keli    | Lala    | Moke    | Nolo    | Olana   | Pena    | Ulana   | Wale    |
| 2            | Aka     | Ekeka   | Hene    | Iolana  | Keoni   | Lino    | Mele    | Nona    | Oliwa   | Pama    | Upana   | Wene    |
| 3            | Alika   | Ele     | Huko    | Iopa    | Kika    | Lana    | Maka    | Neki    | Omeka   | Pewa    | Unala   | Wali    |
| 4            | Ana     | Ela     | Halola  | Iune    | Kilo    | Loke    | Malia   | Niala   | Oho     | Pali    | Ulika   | Walaka  |
| Referencias: |         |         |         |         |         |         |         |         |         |         |         |         |

## Océano Pacífico occidental (180°-100°E)

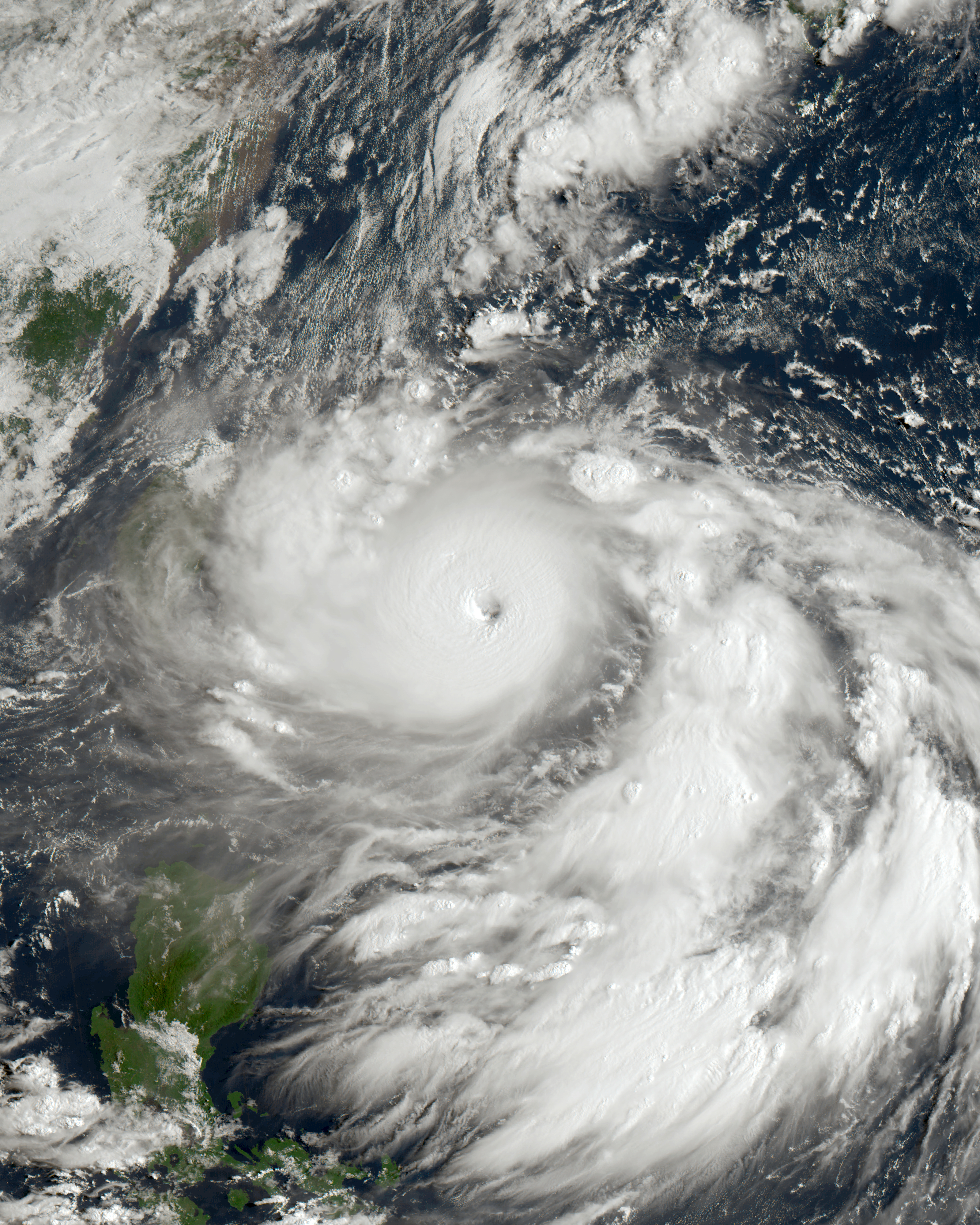
Tifón Hinnamnor en su intensidad máxima secundaria al este de Taiwán en septiembre de 2022

Los ciclones tropicales que ocurren dentro del hemisferio norte entre el antimeridiano y 100°E son nombrados oficialmente por la Agencia Meteorológica de Japón (JMA) cuando se convierten en tormentas tropicales. Sin embargo, PAGASA también nombra ciclones tropicales que ocurren o se convierten en depresiones tropicales dentro de su área de responsabilidad autodefinida entre 5°N–25°N y 115°E–135°E. Esto a menudo da como resultado que los ciclones tropicales en la región tengan dos nombres.

### Nombres internacionales
La Agencia Meteorológica de Japón (JMA) asigna nombres internacionales a los ciclones tropicales dentro del Pacífico occidental cuando se convierten en tormentas tropicales con vientos sostenidos de al menos 34 nudos (39 mph; 63 km/h) durante 10 minutos. Los nombres se usan secuencialmente sin tener en cuenta el año y se toman de cinco listas de nombres que preparó el Comité de Tifones de ESCAP/WMO, después de que cada uno de los 14 miembros presentara 10 nombres en 1998. El orden de los nombres a utilizar se determinó colocando el nombre en inglés de los miembros en orden alfabético. Los miembros del comité pueden solicitar el retiro o el reemplazo del nombre de un sistema si causa una gran destrucción o por otras razones, como el número de muertes.
| 1            | Damrey   | Haikui   | Kirogi   | Yun-yeung | Koinu    | Bolaven   | Sanba   | Jelawat | Ewiniar  | Maliksi | Gaemi   | Prapiroon | Maria     | Son-Tinh  |
| 1            | Ampil    | Wukong   | Jongdari | Shanshan  | Yagi     | Leepi     | Bebinca | Pulasan | Soulik   | Cimaron | Jebi    | Krathon   | Barijat   | Trami     |
| 2            | Kong-rey | Yinxing  | Toraji   | Man-yi    | Usagi    | Pabuk     | Wutip   | Sepat   | Mun      | Danas   | Nari    | Wipha     | Francisco | Co-May    |
| 2            | Krosa    | Bailu    | Podul    | Lingling  | Kajiki   | Nongfa    | Peipah  | Tapah   | Mitag    | Ragasa  | Neoguri | Bualoi    | Matmo     | Halong    |
| 3            | Nakri    | Fengshen | Kalmaegi | Fung-wong | Koto     | Nokaen    | Penha   | Nuri    | Sinlaku  | Hagupit | Jangmi  | Mekkhala  | Higos     | Bavi      |
| 3            | Maysak   | Haishen  | Noul     | Dolphin   | Kujira   | Chan-hom  | Peilou  | Nangka  | Saudel   | Narra   | Gaenari | Atsani    | Etau      | Bang-Lang |
| 4            | Krovanh  | Dujuan   | Sugirae  | Choi-wan  | Koguma   | Champi    | In-fa   | Cempaka | Nepartak | Lupit   | Minirae | Nida      | Omais     | Conson    |
| 4            | Chanthu  | Dianmu   | Mindulle | Lionrock  | Kompasu  | Namtheun  | Malou   | Nyatoh  | Rai      | Malakas | Megi    | Chaba     | Aere      | Songda    |
| 5            | Trases   | Mulan    | Meari    | Ma-on     | Tokage   | Hinnamnor | Muifa   | Merbok  | Nanmadol | Talas   | Noru    | Kulap     | Roke      | Sonca     |
| 5            | Nesak    | Haitang  | Nalgae   | Banyan    | Yamaneko | Pakhar    | Sanvu   | Mawar   | Guchol   | Talim   | Doksuri | Khanun    | Lan       | Saola     |
| Referencias: |          |          |          |           |          |           |         |         |          |         |         |           |           |           |

### Filipinas

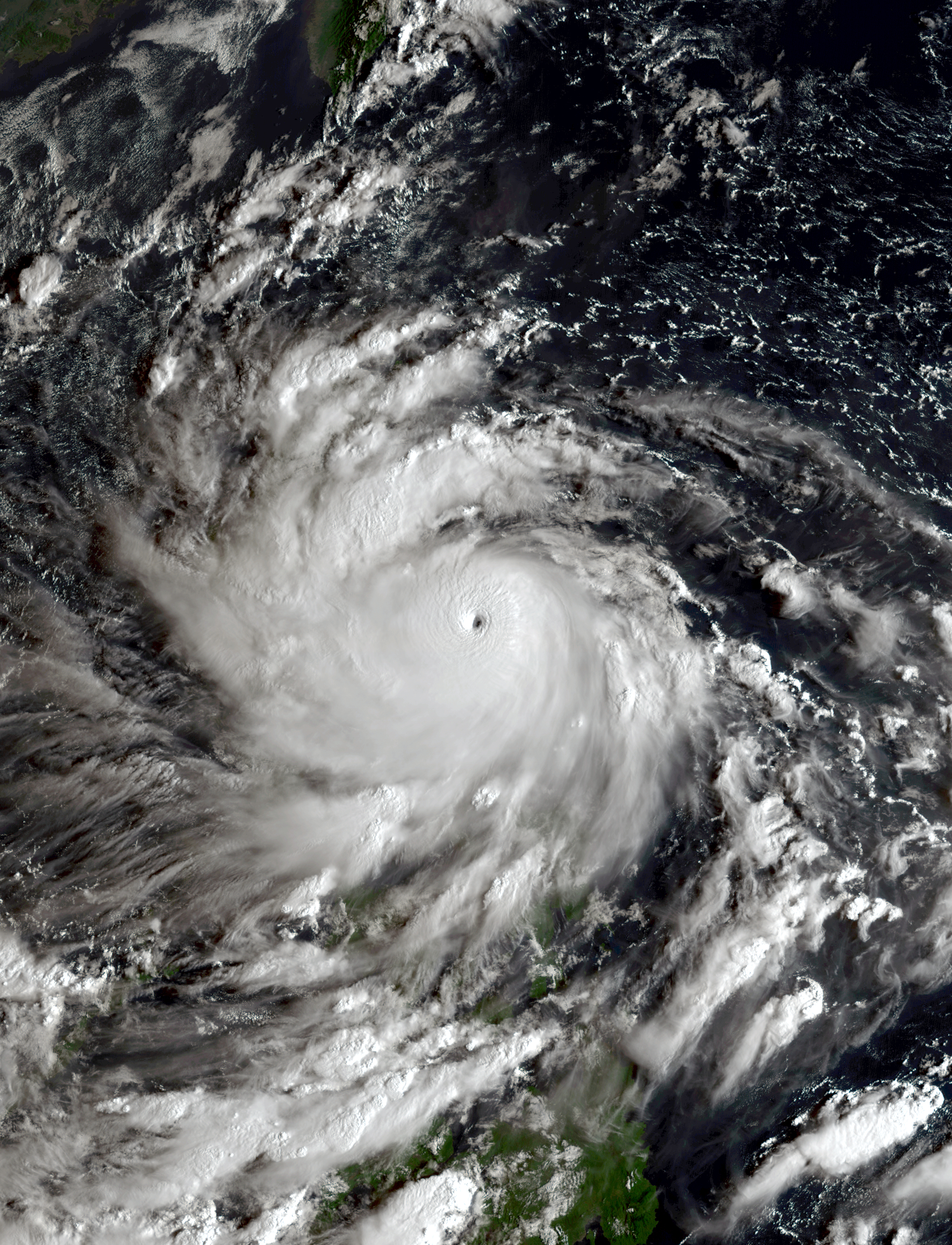
Tifón Karding (Noru) en su máxima intensidad mientras se acercaba a Filipinas en septiembre de 2022

Desde 1963, PAGASA ha operado de manera independiente su propio esquema de nombres para los ciclones tropicales que ocurren dentro de su propia área de responsabilidad filipina. Los nombres se toman de cuatro listas diferentes de 25 nombres y se asignan cuando un sistema se muda o se convierte en una depresión tropical dentro de la jurisdicción de PAGASA. Las cuatro listas de nombres se rotan cada cuatro años, con los nombres de ciclones tropicales significativos retirados en caso de que hayan causado al menos $1 mil millones en daños y/o al menos 300 muertes en Filipinas. Si se agota la lista de nombres para un año determinado, los nombres se toman de una lista auxiliar, los primeros diez de los cuales se publican cada año.
| Principal    | Amang   | Betty   | Chedeng  | Dodong   | Egay   | Falcon    | Goring  | Hanna   | Ineng   | Jenny   | Kabayan  | Liwayway | Marilyn |
| Principal    | Nimfa   | Onyok   | Perla    | Quiel    | Ramon  | Sarah     | Tamaraw | Ugong   | Viring  | Weng    | Yoyoy    | Zigzag   |         |
| Auxiliares   | Abe     | Berto   | Charo    | Dado     | Estoy  | Felion    | Gening  | Herman  | Irma    | Jaime   |          |          |         |
| 2024         |         |         |          |          |        |           |         |         |         |         |          |          |         |
| Principal    | Aghon   | Butchoy | Carina   | Dindo    | Enteng | Ferdie    | Gener   | Helen   | Igme    | Julian  | Kristine | Leon     | Marce   |
| Principal    | Nika    | Ofel    | Pepito   | Querubin | Romina | Siony     | Tonyo   | Upang   | Vicky   | Warren  | Yoyong   | Zosimo   |         |
| Auxiliares   | Alakdan | Baldo   | Clara    | Dencio   | Estong | Felipe    | Gomer   | Heling  | Ismael  | Julio   |          |          |         |
| 2025         |         |         |          |          |        |           |         |         |         |         |          |          |         |
| Principal    | Auring  | Bising  | Crising  | Dante    | Emong  | Fabian    | Gorio   | Huaning | Isang   | Jacinto | Kiko     | Lannie   | Mirasol |
| Principal    | Nando   | Opong   | Paolo    | Quedan   | Ramil  | Salomé    | Tino    | Uwan    | Verbena | Wilma   | Yasmin   | Zoraida  |         |
| Auxiliares   | Alamid  | Bruno   | Conching | Dolor    | Ernie  | Florante  | Gerardo | Hernan  | Isko    | Jerome  |          |          |         |
| 2026         |         |         |          |          |        |           |         |         |         |         |          |          |         |
| Principal    | Ada     | Basyang | Caloy    | Domeng   | Ester  | Francisco | Gardo   | Henry   | Inday   | Josie   | Kiyapo   | Luis     | Maymay  |
| Principal    | Neneng  | Obet    | Pilandok | Queenie  | Rosal  | Samuel    | Tomas   | Umberto | Venus   | Waldo   | Yayang   | Zeny     |         |
| Auxiliares   | Agila   | Bagwis  | Chito    | Diego    | Elena  | Felino    | Gunding | Harriet | Indang  | Jessa   |          |          |         |
| Referencias: |         |         |          |          |        |           |         |         |         |         |          |          |         |

## Océano Índico Norte

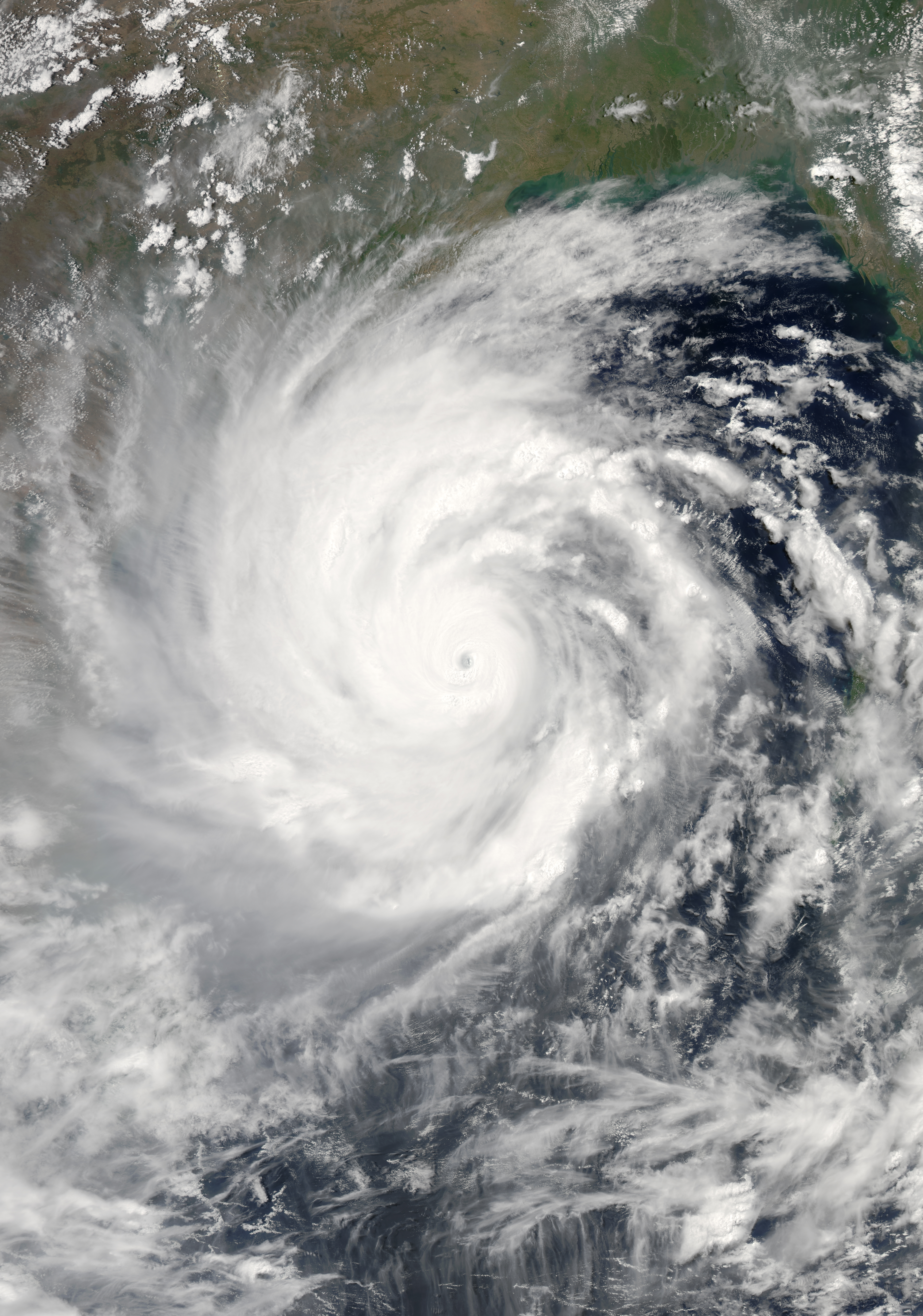
Ciclón Amphan de categoría 5, el ciclón más costoso del Índico Norte en mayo de 2020

Dentro del norte del Océano Índico, entre 45°E y 100°E, los ciclones tropicales son nombrados por el Departamento Meteorológico de India (IMD/RSMC Nueva Delhi) cuando se considera que se han intensificado en tormentas ciclónicas con velocidades de viento sostenidas de 3 minutos de al menos 34 kn (39 mph; 63 km/h). Si una tormenta ciclónica se traslada a la cuenca desde el Pacífico occidental, mantendrá su nombre original. Sin embargo, si el sistema se debilita en una depresión profunda y luego se vuelve a intensificar después de mudarse a la región, se le asignará un nuevo nombre. En mayo de 2020, el nombramiento del ciclón Amphan agotó la lista original de nombres establecida en 2004. Se ha preparado una nueva lista de nombres y se utilizará en orden alfabético para tormentas después de Amphan.

### 2004-2020
| Lista | Nación contribuyente | Nación contribuyente | Nación contribuyente | Nación contribuyente | Nación contribuyente | Nación contribuyente | Nación contribuyente | Nación contribuyente |
| Lista | Bangladés            | India                | Maldivas             | Myanmar              | Omán                 | Pakistán             | Sri Lanka            | Tailandia            |
| ----- | -------------------- | -------------------- | -------------------- | -------------------- | -------------------- | -------------------- | -------------------- | -------------------- |
| 1     | Onil                 | Agni                 | Hibaru               | Pyarr                | Baaz                 | Fanoos               | Mala                 | Mukda                |
| 2     | Ogni                 | Akash                | Gonu                 | Yemyin               | Sidr                 | Nargis               | Rashmi               | Khai-Muk             |
| 3     | Nisha                | Bijli                | Aila                 | Phyan                | Ward                 | Laila                | Bandu                | Phet                 |
| 4     | Giri                 | Jal                  | Keila                | Thane                | Murjan               | Nilam                | Viyaru               | Phailin              |
| 5     | Helen                | Lehar                | Madi                 | Nanauk               | Hudhud               | Nilofar              | Ashobaa              | Komen                |
| 6     | Chapala              | Megh                 | Roanu                | Kyant                | Nada                 | Vardah               | Maarutha             | Mora                 |
| 7     | Ockhi                | Sagar                | Mekunu               | Daye                 | Luban                | Titli                | Gaja                 | Phethai              |
| 8     | Fani                 | Vayu                 | Hikaa                | Kyarr                | Maha                 | Bulbul               | Pawan                | Amphan               |

### Desde 2020
| Lista | Nación contribuyente | Nación contribuyente | Nación contribuyente | Nación contribuyente | Nación contribuyente | Nación contribuyente | Nación contribuyente | Nación contribuyente | Nación contribuyente | Nación contribuyente | Nación contribuyente | Nación contribuyente | Nación contribuyente |
| Lista | Bangladés            | India                | Irán                 | Maldivas             | Myanmar              | Omán                 | Pakistán             | Catar                | Arabia Saudita       | Sri Lanka            | Tailandia            | E.A.U.               | Yemén                |
| ----- | -------------------- | -------------------- | -------------------- | -------------------- | -------------------- | -------------------- | -------------------- | -------------------- | -------------------- | -------------------- | -------------------- | -------------------- | -------------------- |
| 1     | Nisarga              | Gati                 | Nivar                | Burevi               | Tauktae              | Yaas                 | Gulab                | Shaheen              | Jawad                | Asani                | Sitrang              | Mandous              | Mocha                |
| 2     | Biparjoy             | Tej                  | Hamoon               | Midhili              | Michaung             | Remal                | Asna                 | Dana                 | Fengal               | Shakhti              | Montha               | Senyar               | Ditwah               |
| 3     | Arnab                | Murasu               | Akvan                | Kaani                | Ngamann              | Sail                 | Sahab                | Lulu                 | Ghazeer              | Gigum                | Thianyot             | Afoor                | Diksam               |
| 4     | Upakul               | Aag                  | Sepand               | Odi                  | Kyarthit             | Naseem               | Afshan               | Mouj                 | Asif                 | Gagana               | Bulan                | Nahhaam              | Sira                 |
| 5     | Barshon              | Vyom                 | Booran               | Kenau                | Sapakyee             | Muzn                 | Manahil              | Suhail               | Sidrah               | Verambha             | Phutala              | Quffal               | Bakhur               |
| 6     | Rajani               | Jhar                 | Anahita              | Endheri              | Wetwun               | Sadeem               | Shujana              | Sadaf                | Hareed               | Garjana              | Aiyara               | Daaman               | Ghwyzi               |
| 7     | Nishith              | Probaho              | Azar                 | Riyau                | Mwaihout             | Dima                 | Parwaz               | Reem                 | Faid                 | Neeba                | Saming               | Deem                 | Hawf                 |
| 8     | Urmi                 | Neer                 | Pooyan               | Guruva               | Kywe                 | Manjour              | Zannata              | Rayhan               | Kaseer               | Ninnada              | Kraison              | Gargoor              | Balhaf               |
| 9     | Meghala              | Prabhanjan           | Arsham               | Kurangi              | Pinku                | Rukam                | Sarsar               | Anbar                | Nakheel              | Viduli               | Matcha               | Khubb                | Brom                 |
| 10    | Samiron              | Ghurni               | Hengame              | Kuredhi              | Yinkaung             | Watad                | Badban               | Oud                  | Haboob               | Ogha                 | Mahingsa             | Degl                 | Shuqra               |
| 11    | Pratikul             | Ambud                | Savas                | Horangu              | Linyone              | Al-jarz              | Sarrab               | Bahar                | Bareq                | Salitha              | Phraewa              | Athmad               | Fartak               |
| 12    | Sarobor              | Jaladhi              | Tahamtan             | Thundi               | Kyeekan              | Rabab                | Gulnar               | Seef                 | Alreem               | Rivi                 | Asuri                | Boom                 | Darsah               |
| 13    | Mahanisha            | Vega                 | Toofan               | Faana                | Bautphat             | Raad                 | Waseq                | Fanar                | Wabil                | Rudu                 | Thara                | Saffar               | Samhah               |

## Suroeste del océano Índico
En el océano Índico suroeste, las depresiones tropicales o subtropicales son promovidos a ciclones tropicales sí superan los vientos máximos sostenidos en 10 minutos de al menos 65 km/h en seis horas por el Centro Meteorológico Regional Especializado en la Réunion, Francia. Sin embargo, quienes realmente nombran a los ciclones son los subcentros regionales de avisos de ciclones tropicales en Mauricio y Madagascar. El subcentro regional meteorológico de Mauricio nombra las tormentas que se intensifican a tormenta tropical moderada entre el meridiano 55 este y el 90 este; sí la tormenta se intensifica a tormenta tropical moderada entre el meridiano 30 este y el 55 este, el subcentro regional meteorológico de Madagascar asigna el nombre apropiado a la tormenta. Nuevos nombres son usados cada año, respecto a que un nombre es normalmente usado una vez aunque no haya retiro de estos. los tifones.
| 2012–13 | Anais    | Boldwin | Claudia | Dumile    | Emang    | Felleng | Gino   | Haruna | Imelda | Jamala  | Kachay  | Luciano | Mariam   |
| 2012–13 | Njazi    | Onias   | Pelagie | Quiliro   | Richard  | Solani  | Tamim  | Urilia | Vuyane | Wagner  | Xusa    | Yarona  | Zacarias |
| 2013–14 | Amara    | Bejisa  | Colin   | Deliwe    | Edilson  | Fobane  | Guito  | Hellen | Ivanoe | Jirani  | Katundu | Letso   | Mirana   |
| 2013–14 | Naserian | Opang   | Paya    | Querida   | Romane   | Singano | Tarus  | Unami  | Vuma   | Wamil   | Xolile  | Yasmine | Zamile   |
| 2014-15 | Adjali   | Bansi   | Chedza  | Diamondra | Eunice   | Fundi   | Glenda | Haliba | Ikola  | Joalane | Kesha   | Lugenda | Mahara   |
| 2014-15 | Nathan   | Oscar   | Puleng  | Quenelle  | Roselina | Sitara  | Tarik  | Umali  | Vuntu  | Wezi    | Xolani  | Yolande | Zita     |
| Fuente: |          |         |         |           |          |         |        |        |        |         |         |         |          |

## Región australiana (90°E– 160°E)
Dentro de la región australiana se encuentran cinco diferentes centros de alerta de ciclón tropical (TCWC por sus siglas en inglés) quienes asignan nombres a los ciclones tropicales. Sin embargo, como tres de estos centros son administrados por el Bureau de Meteorología australiano, solo tres listas de nombres existen. Una baja presión tropical o depresión tropical sería promovido a ciclón tropical sí los vientos superan los 65 km/h y sí es evidente que los vientos de fuerza galerna se notan alrededor del centro. Los ciclones tropicales significativos, sus nombres son retirados de la lista y son reemplazados por otro por la siguiente reunión del WMO Regional Association V Tropical Cyclone Comittee.
Cuando una depresión tropical se intensifica a ciclón tropical entre el ecuador y el paralelo 10 sur y entre el meridiano 90 este y el meridiano 141 este será nombrado por la TCWC Jakarta. Sí en caso una baja presión tropical se intensifica a ciclón tropical entre el ecuador y el paralelo 10 sur y entre el meridiano 141 este y el meridiano 160 este será nombrado por el TCWC de Port Moresby, Papúa Nueva Guinea. Las bajas tropicales que se intensifican a ciclón tropical en cualquier área entre el meridiano 90 este y el 160 este y entre el ecuador y el paralelo 40 sur son nombrados por el Bureau de Meteorología de Australia.

### Indonesia
Los nombres son asignados en secuencias de la lista A, mientras que los nombres de la lista B reemplazarían a los nombres de la lista A que son retirados.
| Lista A | Anggrek | Bakung    | Cempaka | Dahlia | Flamboyan | Kenanga | Lili    | Mangga | Seroja   | Teratai |
| Lista B | Anggur  | Belimbing | Duku    | Jambu  | Lengkeng  | Melati  | Jersson | Pisang | Rambutan | Sawo    |
| Fuente: |         |           |         |        |           |         |         |        |          |         |

### Australia
Los nombres son asignados por el TCWC Perth, Darwin o Brisbane. Iniciando con Anika, los nombres son asignados en orden alfabético, alternando entre nombres masculinos y femeninos, con las listas en sentido rotatorio sin cambiar con el año.
| Anika   | Billy    | Charlotte | Dominic (Retirado) | Ellie   | Freddy    | Gabrielle | Herman  | Ilsa                | Jasper  | Kirrily |
| Lincoln | Megan    | Neville   | Olga               | Paul    | Robyn     | Sean      | Tasha   | Vince               | Zelia   | ------  |
| Anthony | Bianca   | Courtney  | Dianne             | Errol   | Fina      | Grant     | Hayley  | Iggy                | Jenna   | Koji    |
| Luana   | Mitchell | Narelle   | Orna               | Peta    | Riordan   | Sandra    | Tim     | Victoria            | Zane    | ------  |
| Alessia | Bruce    | Catherine | Dylan              | Edna    | Fletcher  | Gillian   | Hadi    | Ivana               | Jack    | Kate    |
| Laszlo  | Mingzhu  | Nathan    | Oriana             | Quincey | Raquel    | Stan      | Tatiana | Uriah               | Yvette  | ------  |
| Alfred  | Blanche  | Caleb     | Dara               | Ernie   | Frances   | Greg      | Hilda   | Irving              | Joyce   | Kelvin  |
| Linda   | Marco    | Nora      | Owen               | Penny   | Riley     | Savannah  | Trung   | Veronica (Retirado) | Wallace | ------  |
| Amber   | Blake    | Claudia   | Damien (Retirado)  | Esther  | Ferdinand | Gretel    | Heath   | Imogen              | Joshua  | Kimi    |
| Lucas   | Marian   | Noah      | Odette             | Paddy   | Ruby      | Seth      | Tiffany | Vernon              | ------  | ------  |
| Fuente: |          |           |                    |         |           |           |         |                     |         |         |

### Papúa Nueva Guinea
| Lista A | Alu | Buri  | Dodo | Emau | Fere | Hibu | Ila | Kama | Lobu | Maila |
| Lista B | Nou | Obaha | Paia | Ranu | Sabi | Tau  | Ume | Vali | Wau  | Auram |
| Fuente. |     |       |      |      |      |      |     |      |      |       |

## Océano Pacífico Sur (160°E – 120°W)
Dentro del Pacífico sur una depresión tropical es promovido a un ciclón tropical sí los vientos máximos sostenidos en 10 minutos superan los 65 km/h y sí hay evidencia de vientos de fuerza galerna a la mitad del centro del ciclón. Depresiones tropicales que se intensifican a ciclón tropical entre el ecuador y el paralelo 25 sur y entre el meridiano 160 este y el meridiano 120 oeste, serán nombrados por el Centro Meteorológico Regional Especializado en Nadi, Fiyi. Sí la depresión tropical se intensifica a ciclón tropical al sur del paralelo 25 sur entre los meridianos 160 este y 120 oeste, será nombrado en conjunto con el TCWC Wellington. Los ciclones tropicales significativos que hayan hecho daño, sus nombres correspondientes son retirados y reemplazados por otro en la lista en la próxima reunión de la World Meteorological Organization Regional Association V Tropical Cyclone Committee, mientras que los ciclones tropicales que se desplazan provenientes de la región australiana, retendrán su nombre original.
| Lista A           | Ana    | Bina   | Cody  | Dovi   | Eva    | Fili   | Gina   | Hagar   | Irene   | Judy   | Kerry   | Lola   | Mal   |
| Lista A           | Nat    | Olo    | Pita  | Rae    | Sheila | Tam    | Urmil  | Vaianu  | Wati    | Xavier | Yani    | Zita   |       |
| Lista B           | Arthur | Becky  | Chip  | Denia  | Elisa  | Fotu   | Glen   | Hettie  | Innis   | Joni   | Ken     | Lin    | Moses |
| Lista B           | Nisha  | Opeti  | Pearl | Rene   | Sarah  | Troy   | ------ | Vanessa | Wano    | ------ | Yvonne  | Zaka   |       |
| Lista C           | Alvin  | Bune   | Cyril | Daphne | Evan   | Freda  | Garry  | Haley   | Ian     | June   | Kofi    | Lusi   | Mike  |
| Lista C           | Niko   | Ola    | Pam   | Reuben | Solo   | Tuni   | Ula    | Victor  | Winston | ------ | Yalo    | Zena   |       |
| Lista D           | Amos   | Bart   | Colin | Donna  | Ella   | Frank  | Gita   | Hali    | Iris    | Jo     | Kala    | Leo    | Mona  |
| Lista D           | Neil   | Oma    | Pami  | Rita   | Sarai  | Tino   | ------ | Vicky   | Wiki    | ------ | Yolande | Zazu   |       |
| Lista E (reserva) | Aru    | Bela   | Cook  | Dean   | Eden   | Florin | Garth  | Hart    | Isa     | Julie  | Kevin   | Louise | Mia   |
| Lista E (reserva) | ------ | ------ | Pili  | Rex    | Suki   | Tasi   | Uraia  | Velma   | Wanita  | ------ | Yates   | Zidane |       |
| Fuente:           |        |        |       |        |        |        |        |         |         |        |         |        |       |